# N-260
La N-260 és una via de la Xarxa de Carreteres de l'Estat que discorre per Aragó i Catalunya.
Amb un sentit est-oest, uneix el Coll dels Belitres, a Portbou (límit entre les comarques catalanes de l'Alt Empordà i el Rosselló, i entre Espanya i França) amb la carretera N-330 i l'Autovia Mudèjar, a Sabiñánigo, a l'Aragó, seguint pel sud la serralada dels Pirineus d'orient a ponent. Per això és denominada també Eix Pirinenc. El tram entre Olot i Besalú s'ha ampliat i millorat com a autovia i s'anomena A-26.
La seva titularitat correspon al Ministeri de Foment espanyol, com la resta de carreteres que tenen la lletra N en el seu nom. A més, el 2007 foren transferits a la Generalitat alguns dels trams esdevinguts secundaris després de desdoblaments, i a canvi de traspassar el túnel de Collabós a la xarxa estatal.
Té el seu inici al mateix Coll dels Belitres i acabava el seu recorregut en terres administrativament catalanes damunt de la Noguera Ribagorçana en el límit dels termes del Pont de Suert, Vilaller i Montanui, a l'Alta Ribagorça, en el quilòmetre 354,5. El recorregut per terres de parla catalana l'acaba una mica més a ponent, en el terme de Castilló de Sos, també de l'Alta Ribagorça, en el nucli del Ru, en el quilòmetre 387, i el final absolut de la carretera era a la vila aragonesa de Samianigo (Osca).
En tot cas, l'eix pirinenc com a tal des del Mediterrani fins a l'Atlàntic, té la seva continuació amb la N-330/A23 de Samianigo a Jaca i la N-240/A21 de Jaca a Esa, on passa a ser de titularitat de la Diputació Foral de Navarra, tot i tractar-se teòricament d'un eix d'interès estratègic per al Govern Espanyol. Després, d'Esa continua per Pamplona fins a arribar finalment a Sant Sebastià ja a la costa atlàntica, essent també el tram guipuscoà de titularitat de la seva respectiva diputació.

## Creació
Mitjançant la llei de carreteres del govern espanyol del 1988 (Llei 25/88), aquest eix va ser inclòs en la nova xarxa de carreteres d'interès general de l'estat. Ràpidament, es van recodificar totalment o parcial les antigues carreteres C-252 (de la frontera estatal a Figueres), C-260 (de Figueres a Besalú), C-150 (de Besalú a Ripoll), C-1313 (de Puigcerdà a Adrall), C-146 (d'Adrall a Sort), C-147 (de Sort a la Pobla de Segur), C-144 (de la Pobla de Segur a Castilló de Sos), C-139 (de Castilló de Sos a Campo), C-140 (de Campo a Ainsa), C-138 (d'Ainsa a Broto), C-140 (de Broto a Biescas i C-136 (de Biescas a Sabiñánigo). El nou codi comú en totes elles va ser N-260.

## Traçat

### Alt Empordà

#### AntigaC-252
La carretera s'inicia en el punt fronterer entre els estats espanyol i francès, el Coll de Belitres, el qual separa les comarques del Rosselló i l'Alt Empordà. El primer tram, d'uns 4 km fins a l'entrada a la població de Portbou, el traçat no ha estat mai millorat i, per tant, la carretera és estreta i plena de revolts a part de tenir rampes bastant pronunciades el que la fa poca recomanable pel pas de vehicles pesats. Després de creuar Portbou per carrers força estrets realitza un pronunciat ascens per superar la coll que separa la vall de Portbou amb la de Colera seguint així una orientació Nord-Sud més o menys paral·lela al mar. Aquest tram fou reformat recentment i actualment un túnel salva el coll per sota del mateix. Després de creuar el municipi de Colera (sense creuar-ne la població) la carretera es torna més ample i amb els revolts corregits convertint-se així en una carretera de grans prestacions. En entrar en el terme municipal de Llançà és obligat moderar la velocitat, ja que es voregen nombroses urbanitzacions. Un cop passat Llançà la carretera fa un brusc canvi d'orientació vers el sud-oest i allunyant-se així de la línia de la costa i creuant el massís de Rodes per la seva cota més baixa a la recerca de la plana de l'Empordà, un cop arriba a la cruïlla amb la carretera que separa Garriguella de Vilajuïga la carretera es torna molt recta i bastant planera. A partir d'aquí manté la seva direcció sud-oest amb la via del ferrocarril Barcelona-Frontera francesa al seu costat en paral·lel i vorejant els municipis de Pedret i Marzà, Peralada i Vilabertran fins a arribar a la ciutat de Figueres que la creua de mig en mig confonent-se el seu traçat amb la trama urbana de la capital empordanesa.

#### AntigaC-260
Surt de Figueres pel seu costat oest per la localment coneguda Carretera d'Olot, immediatament creua el municipi i població de Vilafant i després segueix direcció oest-sud-oest creuant els municipis d'Avinyonet de Puigventós, Navata, Lladó i Cabanelles sense passar per cap població. En tot aquest recorregut manté el format de carretera d'altes prestacions incloent-hi la variant de Navata, ja que el traçat antic discorria per dins de la població.

### Garrotxa
Entra en aquesta comarca per l'est a través del municipi de Maià de Montcal fins a arribar a Besalú on, després del nus de comunicacions que l'enllaça amb la carretera C-66, passa a convertir-se en la via de servei de la recent A-26, l'autovia que en un futur ha de substituir bona part del traçat actual de la N-260 i la qual, de moment, només té construït el tram Olot-Besalú.

#### AntigaC-150
Així, seguint una direcció est-oest i discorrent per la vall del Fluvià en paral·lel més o menys a l'A-26, discorre pels municipis de Besalú, Sant Ferriol, Argelaguer, Sant Jaume de Llierca, Montagut i Oix, Castellfollit de la Roca, Sant Joan les Fonts i Olot, creuant les poblacions de Besalú, Argelaguer, Sant Jaume de Llierca, Castellfollit de la Roca i Begudà. Un cop entra a Olot discorre per part de la seva trama urbana pel sector nord-est de la ciutat on realitza un brusc canvi d'orientació vers el nord arran d'un intercanvi de titularitats entre la Generalitat i l'Estat l'any 2008.Així realitza un nou recorregut en direcció a la Vall de Bianya creuant les poblacions de la Canya (on realitza un nou canvi d'orientació vers l'oest, concretament a la rotonda que l'enllaça amb la carretera GI-522 provinent de Sant Joan les Fonts), Llocalou i l'Hostalnou de Bianya, per llavors enfilar la pujada vers els anomenats túnels de Capsacosta on el pendent és considerable, per bé que la carretera segueix sent de màximes prestacions. Finalment abandona la comarca vers el Ripollès un cop s'endinsa en el túnel de Collabós, de 1.800 metres de llargada.

### Ripollès
Un cop la carretera surt del túnel de Collabós s'endinsa a la comarca a través del municipi de Sant Joan de les Abadesses, en principi en sentit sud-sud-est/nord-nord-oest per, poc més de mig quilòmetre més tard realitzar un nou brusc canvi de direcció cap al sud-oest en la rotonda que l'enllaça amb la carretera C-38 vers Camprodon, a partir d'aquí davalla per la vall del Ter creuant les poblacions de la Colònia Llaudet i Sant Joan de les Abadesses, entra en el municipi de Ripoll pel disseminat de Rama i a la població de Ripoll pel seu sector nord-est confonent-se el seu traçat amb la trama urbana de la ciutat i adquirint, llavors, una direcció vers el nord enfilant la vall del Freser.
Des de 2007 s'està estudiant la construcció de l'anomenada variant supernord de Ripoll, al nord del turó de Sant Roc, que evitaria el pas pel centre urbà i escurçaria 3km la distància a recórrer per als vehicles passants.

#### AntigaN-152
Just a la sortida de Ripoll s'enllaça amb la carretera C-17 provinent de Vic i després creua Campdevànol. Després de superar el congost que separa la vall baixa del Freser amb la vall de Ribes arriba a Ribes de Freser que la creua completament des del sud cap a l'oest. A partir d'aquí la carretera deixa de ser d'altes prestacions per presentar-se com una característica carretera de muntanya (estreta, plena de revolts, sense vorals, etc.) enfilant-se ver la collada de Toses i creuant els municipis de Planoles i Toses fins a arribar a la mencionada collada, a 1.800 metres d'altitud, on la carretera entra a la Cerdanya, en tot aquest tram de pujada a la collada la carretera segueix un sentit est-oest.

### Cerdanya
Després de baixar la collada de Toses (amb un traçat molt tortuós), la carretera desemboca a la plana cerdana creuant el municipi de Fontanals de Cerdanya, on enllaça amb el Túnel del Cadí (que desemboca a l'Eix del Llobregat i mena cap a Berga, Manresa i Barcelona) per l'est, i seguint direcció nord fins a Puigcerdà on en la rotonda que enllaça amb la N-152 realitza un brusc canvi de direcció vers l'oest-sud-oest.

#### AntigaC-1313
Tot seguit travessa la Cerdanya mantenint el sentit citat anteriorment i seguint en paral·lel el curs del riu Segre. Primer enllaça amb el túnel del Cadí per l'oest just abans d'arribar a Bellver de Cerdanya per després introduir-se al Baridà, fins a arribar a la Seu d'Urgell.

### Alt Urgell
Quan entra a l'Alt Urgell, i després de deixar enrere Arsèguel, la carretera arriba fins a la Seu d'Urgell. Allà connecta amb la carretera N-145 que mena cap a Andorra. Deixant enrere la Seu d'Urgell i Castellciutat amb el seu polígon industrial, la carretera (superposada a la C-14) passa pel terme de Montferrer i Castellbò fins que arriba a Adrall, al terme de Ribera d'Urgellet.

#### AntigaC-146
En aquest punt enfila cap a la Parròquia d'Hortó (la C-14 es desvia seguint el riu Segre). Des d'aquest punt va en direcció al Pallars Sobirà. Entre Adrall i Sort la carretera és relativament ampla però té un traçat bastant sinuós, amb diversos revots de 180 graus, de manera que la marxa no pot ser tan ràpida com caldria.

### Pallars Sobirà

#### El Port del Cantó
En el pas pel Port del Cantó, que separa l'Alt Urgell del Pallars Sobirà, la carretera ha d'ascendir dels 650m d'Adrall fins al 1.715m del port del Cantó per després baixar altre cop fins als 686m de Sort, en un trajecte sinuós i costerut de fins a 46 km, quan les dues poblacions -Adrall i Sort- estan separades només 24 km en línia recta.
Superar l'orografia del Port del Cantó per tal de dotar la carretera de les característiques que pertocarien a un eix de primer ordre obliga a projectar un túnel d'aproximadament nou quilòmetres entre la vall de Castellbò i les primeres rampes del vessant oest, amb un nou traçat necessari des de la cota 800 per la vall del riu Cantó. El projecte suposaria un impacte notable en valls fins ara fora dels eixos de major intensitat de trànsit i un cost econòmic elevadíssim en relació amb la mobilitat que eventualment podria arribar a suportar el corredor.

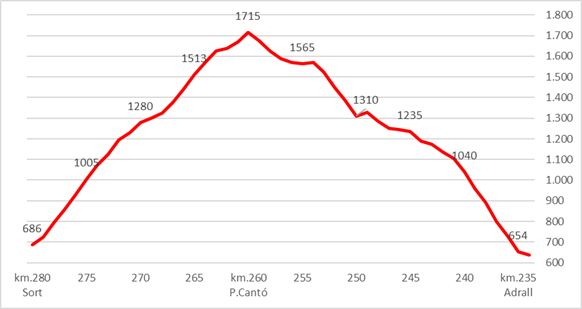
Altimetria de la carretera N-260 pel Port del Cantó

El condicionament del traçat actual tampoc no és senzill. Els revolts més tancats del port, al peu del vessant oest, presenten un pendent molt elevat, superior al 8% (passa de la cota 700 a Sort fins a la cota 1.200 de l'anomenada Borda del Notari en només 6 km), cosa que dificulta molt un arranjament del traçat, ja que el retall dels revolts faria augmentar encara més el pendent, o bé suposaria un impacte ambiental molt elevat per la destrossa de terreny necessària per a l'ampliació dels radis. D'igual manera, les primeres rampes del vessant est suposen l'ascensió des de la cota 650 de la plana del Segre a la cota 1.100 durant els primers 5,5 quilòmetres (pendent mitjana superior al 8%), fet que per si mateix suggereix la impossibilitat d'adequar el recorregut a radis més amples. La construcció de túnels a cotes més altes també és problemàtic perquè a cota 1.200 caldria un túnel de 15 km, i fins i tot, a la cota 1.600 en caldria un de 5 km, sempre sobre la carretera actual. De fet, mantenint el traçat actual, l'única opció viable seria un túnel de 6km entre la cota 1.300 a Canturri i la cota 1.500 a Batllevell.
Altres alternatives des de la mateixa vall del riu Cantó cap al riu de Castellàs (les Valls d'Aguilar) permetrien túnels més curts, tot i que a altituds superiors als 1.200 m i amb un impacte ambiental molt elevat atesa l'estretor d'alguns punts i la necessitat de no superar rampes superiors al 10% en el cas del recorregut pel riu Cantó.

#### AntigaC-147
En aquest punt va en sentit sud, en paral·lel al riu Noguera Pallaresa i superposada a la C-13, que enllaça Sort amb la Pobla de Segur, al Pallars Jussà.

### Pallars Jussà

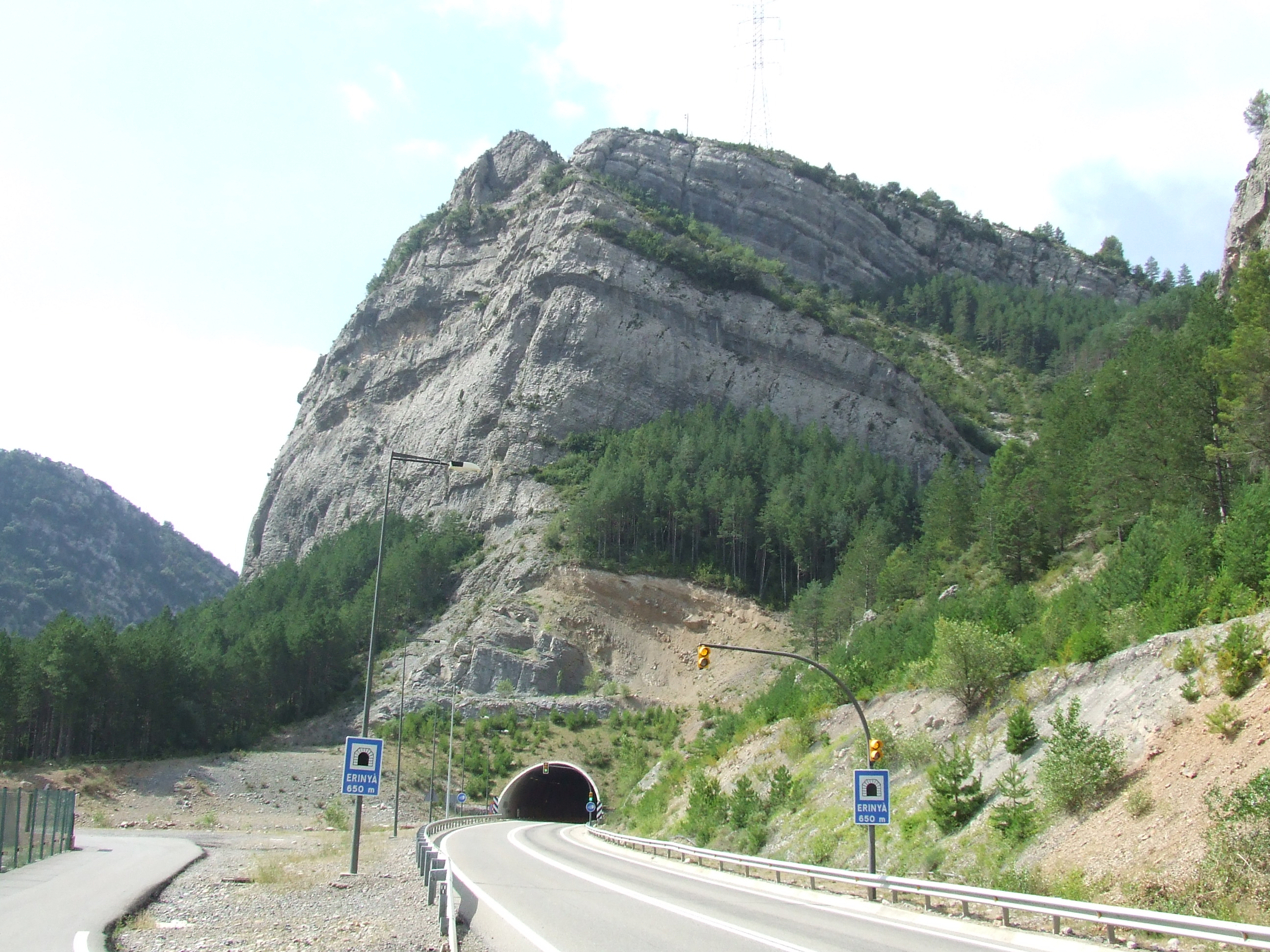
La N-260 a la boca nord del túnel d'Erinyà, en el terme de Senterada

En aquesta comarca travessa els termes municipals de la Pobla de Segur, Conca de Dalt, (on enllaça amb la carretera L-522 i la Carretera d'Erinyà) Senterada i Sarroca de Bellera. Fins a Senterada és una carretera ampla, de nova construcció, en molt bon estat, i torna a ser-ho en sortir de la població de Senterada cap al nord-oest, però el pas per aquesta població és molt estret.
En arribar al trencall de Xerallo s'acaba la carretera de nova construcció, i tant la pujada cap al Coll de la Creu de Perves com la baixada cap al Pont de Suert es fa per la carretera vella, estreta i en un estat de conservació desigual.
La dificultat orogràfica dels territoris que travessa fa, ara per ara, difícil i costós el seu eixamplament, en els llocs on no va ser renovada en el seu moment. En un d'aquests eixamplament es va construir el Túnel d'Erinyà, que va fer que variés notablement el traçat de la carretera. La carretera vella, que discorria pel Congost d'Erinyà, ha estat convertida en un passeig per a vianants, i és àrea de circulació restringida, que rep el nom de N-260a, com se sol fer en els trams abandonats de força carreteres.

### Alta Ribagorça
En el seu tram final, travessa un sol terme municipal: l'extens municipi d'El Pont de Suert; en la distribució administrativa anterior al 1970, travessava els termes de Viu de Llevata, Malpàs i el Pont de Suert, actualment tots tres integrats en el terme que duu el nom de la darrera població esmentada.

#### Coll de Creu de Perves
Per comunicar el Pallars Jussà amb l'Alta Ribagorça, la carretera ha de superar el coll de Creu de Perves (1.335m). Des de Senterada (730m) fins a Sarroca de Bellera i Xerallo (970m), al Pallars Jussà, la carretera va ascendint suaument amb pendents inferiors al 5%, però a partir de Xerallo s'inicia el coll de creu de Perves, que puja fins als 1.335m en només 5,5 km. Continuant cap a l'oest, la carretera baixa lleugerament, supera el coll de Viu de Llevata (1.225m) i després descendeix fins a El Pont de Suert (825m), a l'Alta Ribagorça.

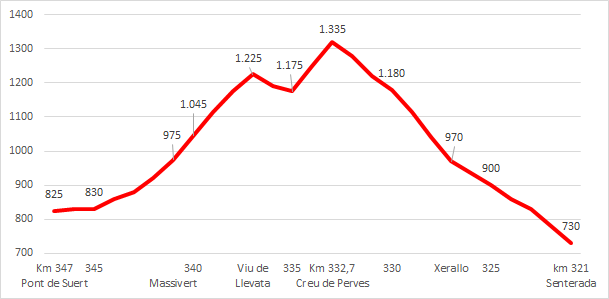
Altimetria de la carretera N-260 pel port de Creu de Perves

En els últims anys s'han presentat diferents alternatives per millorar la carretera. Descartada la idea d'un macrotúnel de 10 km a cotes baixes, les opcions més reals van oscil·lar entre un túnel de 6 km a cota 1.000 m entre Xerallo i Malpàs, i una petita adequació amb un únic túnel d'1 km segons l'estudi presentat el 2005 pel Ministeri de Foment, que va ser rebutjat pels ajuntaments de la zona. La proposta que actualment té més possibilitats de portar-se a terme va ser acordada a desembre de 2008 entre el Ministeri i la Generalitat, i suposa una nova traça de la carretera lleugerament al nord de l'actual entre Xerallo i Malpàs, i la millora dels actuals trams entre Tremp i Xerallo, i el Pont de Suert i Malpàs, amb un total de 9 viaductes i 2 túnels, el més llarg dels quals seria de 1.900 m. De totes maneres, a maig de 2012 no hi ha cap previsió de quan podrien iniciar-se les obres.

## Autovia de l'Eix Pirenenc
La A-26 o Autovia de l'Eix Pirinenc és una via de transport per carretera d'alta capacitat ideada per a facilitar el tràfic que des dels Pirineus Orientals es traslladin cap al litoral mediterrani nord-oriental i cap a França i a la inversa.
Es tracta, d'una autovia d'àmbit autonòmic encara que pertanyi a la Red de Carreteras del Estado. El tram construït actualment va des de l'enllaç de la N-260 i la C-26 a l'alçada d'Olot i arriba fins a Besalú, a l'enllaç amb la C-66 en direcció Girona. Des de Besalú fins a Figueres està en projecte realitzar el desdoblament. El projecte de l'autovia va des d'Olot fins a Llançà cobrint un total de 73 km Actualment d'aquest 73 km n'hi ha 22 d'operatius.
El tram obert fins ara va realitzar-se en tres etapes: 
- La primera (Olot-Sant Jaume de Llierca) consta de 10 km de longitud oberta l'any 2002.
- La segona (Sant Jaume de Llierca-Argelaguer té 6 km de longitud i va ser oberta el 2005.
- La tercera (Argelaguer-Besalú) també de 6 km va començar a ser operatius a finals del 2006.

Posteriorment a la seva concepció s'han avaluat diverses propostes per a projectar a mig-llarg termini per part de l'estat Espanyol la prolongació de l'autovia des de Figueres fins a Llançà a la Costa Brava Nord, d'igual manera està en estudi la seva prolongació d'uns 31 km cap a l'Oest fins a Ripoll o fins a Campdevànol.

## Carreteres que hi enllacen
- L-521
- L-522
- LV-5222
- LV-5131
- N-1411
- LP-4033a altura de Bellver de Cerdanya
- N-260a
- N-145 (Enllaç amb Andorra)